# Rekeningschema
Een rekeningschema is een lijst met grootboekrekeningen die gebruikt wordt om een boekhouding te voeren. Het rekeningschema is meestal decimaal en bevat veelal getallen tussen de 0000 en 9999 waarbij het eerste getal staat voor de betreffende rubriek. Hieronder een gebruikelijke indeling:
| Rubriek | Soort grootboekrekening                                             |
| ------- | ------------------------------------------------------------------- |
| 0       | Rekeningen van Vaste activa, Eigen vermogen en Vreemd vermogen lang |
| 1       | Financiële rekeningen                                               |
| 2       | Tussenrekeningen                                                    |
| 3       | Rekeningen van voorraden grondstoffen                               |
| 4       | Kostenrekeningen                                                    |
| 5       | Rekeningen voor verdeling indirecte kosten                          |
| 6       | Fabricagerekeningen                                                 |
| 7       | Voorraadrekeningen                                                  |
| 8       | Rekeningen voor vaststelling verkoopresultaten                      |
| 9       | Rekeningen voor Algemene Resultaten (of Overige Resultaten)         |